# Lapo Mazzei
Lapo Mazzei (Prato, 1350 – Firenze, 1412) è stato un notaio italiano.

## Biografia
Durante la sua vita ebbe numerosi incarichi amministrativi e diplomatici, tra i quali la direzione dell'Ospedale di Santa Maria Nuova.
Fu autore di un lungo carteggio, costituito da 500 lettere, con Francesco Datini al fine di fondare il "Ceppo dei Poveri". Lo stesso Datini lo aiutò con donazioni alimentari perché, come tutti i notai dell’epoca, non recepiva un grande stipendio (nonostante lavorasse nelle istituzioni pubbliche) e non era abbastanza per mantenere i suoi 14 figli.
Nei suoi scritti evidenziò un grande sentimento religioso, oltre che ideali morali e umanitari, grazie ai quali convertì a più nobili ideali il mercante.
Suo figlio fu l'orafo Bruno Mazzei.